# Lactobacillus parabuchneri
Lactobacillus parabuchneri è una specie di batterio appartenente alla famiglia delle Lactobacillaceae.